# Geschichte der Stadt Gmunden
Gmunden ist eine Bezirkshauptstadt im österreichischen Salzkammergut und liegt an der Nordseite des Traunsees.

## Stadtgeschichte

### Anfänge
Überall waren Wälder und Felsen: dazwischen Seen und Flüsse, vorerst Pfahlbauten – später Hütten. Der Talfahrt des Salzes entlang entstanden früh- und vorzeitlich, an Fluss und See menschliche Ansiedlungen. Wo Wege sind – es waren vermutlich Land- oder Seewege – erblüht Existenz. Fischer waren zweifellos die ersten Menschen, die sich dort angesiedelt hatten, denn zum Wald bot das Wasser eine Nahrungsbasis.
Für die Jungsteinzeit, die Bronze- und die Eisenzeit ist die Besiedelung Gmundens durch mehrfache Funde nachgewiesen. Im 5. Jahrhundert wurden die früheren Bewohner im Gebiet des heutigen Gmundens von den Kelten unterworfen, diese wiederum unter Octavianus Augustus von den Römern. Nach der Völkerwanderung setzten sich hier die Bayern fest.

### Frühmittelalter
Wann aus einzelnen Hütten ein Dorf an der Traun, und wann während des 11. Jahrhunderts ein regelrechter Umschlagplatz am „Gemünde“ wurde, wurde nicht urkundlich festgehalten.
In einem Aktenstück des Salzamtes von 1670 heißt es rückblickend: „An Stelle der Stadt Gmunden seindt verhero, ehendter das Salzwesen erfunden, etlich wenige Fischerhäusl allda gestandn…“
Die frühen Bewohner an der Traunmündung waren dem Landesfürsten und dem Traunkirchner Nonnenkloster zinspflichtig. Parallel mit einem Aufblühen der Salzgewinnung und des Salzhandels endete Ende des 14. Jahrhunderts der grundherrliche Einfluss des Frauenklosters Traunkirchen. Der Salzhandel zog anderen Handel nach sich, dieser wiederum Marktrechte, das Verlangen nach Schutz und Befestigungsanlagen. Der Traunfall unterhalb Gmundens zwang ab dort den Landweg auf, also Umschlag und Lagerung der Güter. Gleichzeitig ergab sich in der Folge ein Handel mit Frachtgütern für das obere – zur damaligen Zeit außer im Bergbau unproduktive – hintere Trauntal. Dass sich die Obrigkeit von jeher „eine Scheibe abzuschneiden wusste“, beweist, dass für Gmunden eine Landesfürstliche Maut erstmals im 13. Jahrhundert im Rationarium Austriae erwähnt wurde. Da es Differenzen gab, wurde bald eine gesetzliche Instanz durch den Landesherrn erforderlich.

### Erhebung zur Stadt
Die Rechtsgeschichte kennt als Charakteristika einer mittelalterlichen Stadt: 1. Marktrecht, 2. Stadtmauer, 3. Gerichtsbarkeit, über die Gmunden schon früh verfügte.
Wann Gmunden von einem befestigten Markt zur Stadt wurde, ist nicht genau bekannt. Aus alten Quellen weiß man, dass es bereits 1186 mit Mauern und Gräben umzogen war und 1188 zu einer Landstadt erhoben worden sein soll. Andere besagen, dass die Stadtwerdung erst nach 1230 erfolgte. Um 1278 wurde Gmunden – wohl in unmittelbarer Folge des Siegs über Premysl Ottokar in der Schlacht bei Dürnkrut – zu einer „Landesfürstlichen Stadt“ erhoben.
In einer nicht mehr im Original vorliegenden Urkunde Herzog Rudolfs III. von Österreich vom Florianstag des Jahres 1301 (4. Mai) wurde ihren Organen das Siegelrecht verbrieft. Da das erwähnte Dokument die Geschworenen als bestehende städtische Körperschaft anführt und die Kriterien einer Stadt formell gegeben waren, ist anzunehmen, dass diese Siedlung mit dem Recht der kooperativen Selbstverwaltung bereits seit etlichen Jahren Stadt war. Der Nachweis wann Gmunden genau zur Stadt wurde, muss aber dadurch in Frage gestellt werden, da die erhaltene Urkundenreplik zunehmend als eine Fälschung aus der Zeit des Humanismus angesehen wird.

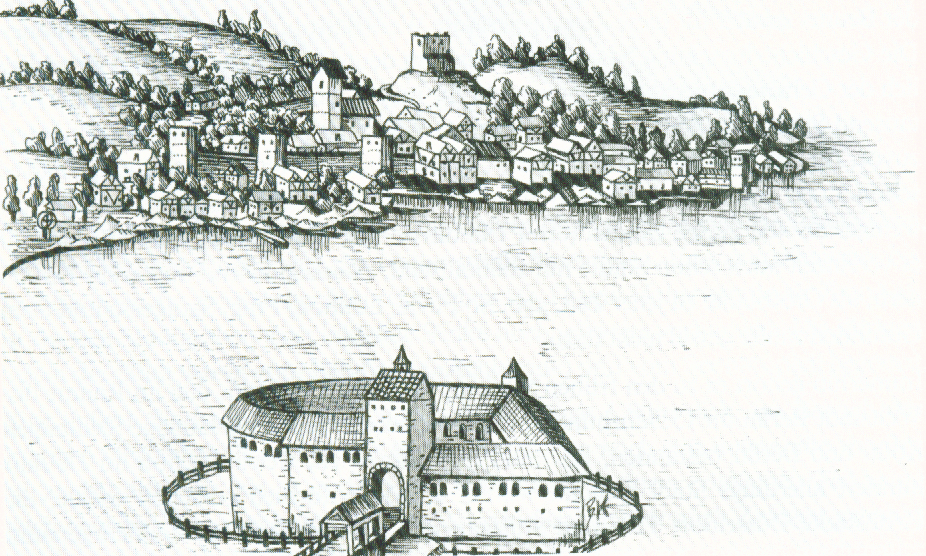
Gmunden im 13. Jahrhundert

Für die Klassifikation Gmundens als Stadt spricht auch eine Urkunde vom 10. März 1344, mit der Herzog Albrecht II. den Bürgern von Lauffen eine Urkunde Rudolfs I. bestätigt, in der es hieß: „daz seu alle recht, gnad und vreyung haben sullent, die unser purger von Gmunden haben untzher bracht.“ Da Rudolf Österreich vor dem Mai 1281 verließ, steht außer Zweifel, dass seine Ersturkunde vor diesem Zeitpunkt erlassen worden ist.

### Mittelalter

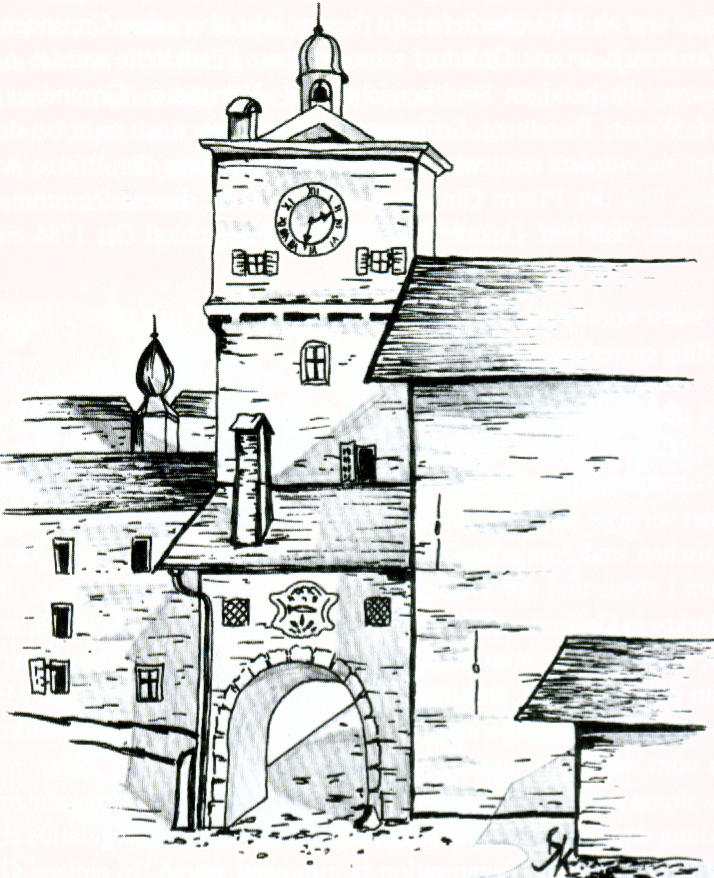
Der Christopherusturm – 1416

Im 13. Jahrhundert war Gmunden – wie viele anderen Städte auch – schwer befestigt: Die äußere Stadtmauer – 7,8 Meter hoch und an der Basis 1,9 Meter dick – im Bereich der jetzigen Grabenstraße und in vier Meter Entfernung noch eine innere, die 2 bis 4 Meter dick war, umschlossen den wasserlosen Graben (dieser war stellenweise 22 Meter breit, die übrigen Seiten der Stadt waren natürlich durch den See begrenzt, diese natürliche Begrenzung war bis 1818 von Holzplanken begrenzt), der auch Zwinger genannt wurde und über den man mittels Stiegen zu Wehrgängen zur äußeren Stadtmauer gelangen konnten. Sieben – unregelmäßig, an der Stadtmauer angeordnete – Türme verteidigten und schützten die Stadt. Nur einige von jenen, zu denen sich auf der Holzbrücke über die Traun der Bockturm gesellte, besaßen Stadttore: Der Christophsturm (Theatergasse), der Neutorturm (Badgasse) – auch Rinnerholz genannt – und der Oberturm (Pfarrhofgasse) hatten welche. Die Stadtmauer war Anfang des 13. Jahrhunderts noch keine solche wie oben erwähnt, sondern lediglich ein Palisadenschutz aus Holz.
Alles, was solcher Art durch Umgrenzungen schützte und beschützte, stellte das mittelalterliche Gmunden dar. Dieses Bild einer kleinen, jedoch wehrhaften und regen landesfürstlichen Stadt, trifft jedoch nicht für das Jahrhundert der Stadtwerdung Gmundens zu. Zum Unterschied von den reichen Quellen für das spätere Mittelalter gibt es für das 13. Jahrhundert keine konkreten Unterlagen. Es steht zwar fest, dass Gmunden der Fläche nach fast gleich groß war wie im 14. Jahrhundert – 1313 erfolgte eine Erweiterung der Stadt – aber es war wesentlich bescheidener. Laut einer Schätzung des österreichischen statistischen Zentralamts besaß die Stadt damals nur ca. 80 Häuser – diese waren allerdings klein und boten nur einer Familie Unterkunft. Es wird eine Gesamteinwohnerzahl von etwa 250 Menschen angenommen. Ferdinand Krackowizer gibt für das Jahr 1576 180 Häuser an, dabei waren jene im Vorfeld der Stadtmauer auch inbegriffen. Mehr als hundert Jahre später, 1690, ist von nur 114 Häusern die Rede – das entspricht dem im Österreichischen Städtebuch erwähnten Absinken der Bevölkerung im 17. Jahrhundert.

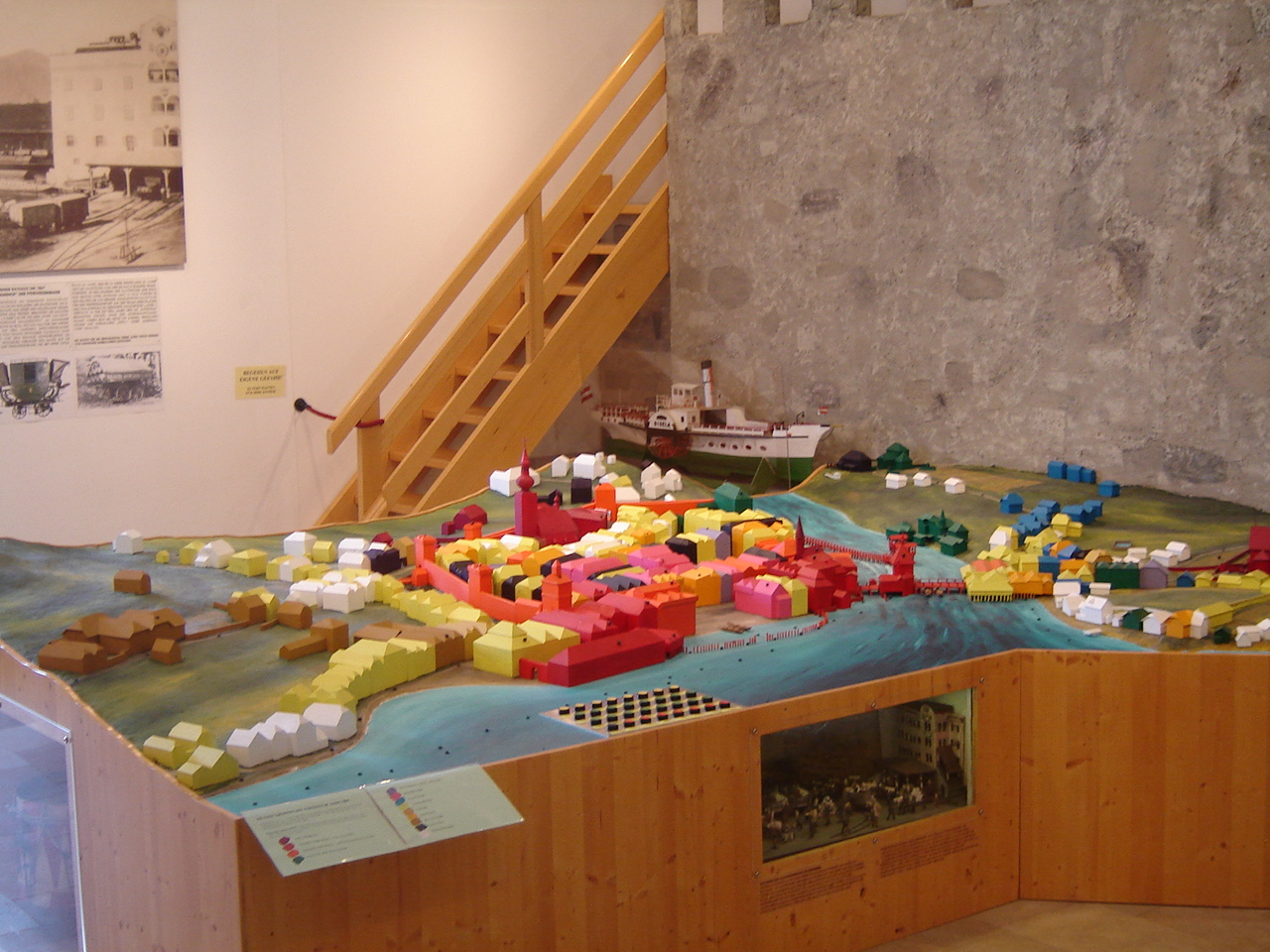
Modell der Stadt Gmunden (Stadtmuseum)

Die Erweiterung der Siedlung erfolgte Richtung Seeufer, wobei der ursprüngliche Salz-Lände-Platz zum Hauptplatz wurde. Wie bescheiden Gmunden vor mehr als 700 Jahren war, beweist die Tatsache, dass es keine eigene Kirche, sondern lediglich eine Kapelle hatte. Dabei handelte es sich um die so genannte Annakapelle – die Baubeginn-Angabe mit dem 11. Jahrhundert ist allerdings umstritten: Laut Unterlagen des Odinariatsarchives der Diözese Linz ist die Kapelle erst im 13. Jahrhundert erbaut worden. Die Annakapelle bestand aus einer Totenkapelle und einer Oberkirche in den bescheidenen Maßen 8 m × 6,5 m. Während Ohlsdorf bereits 1280 als Pfarre genannt wird, gehörte Gmunden (inzwischen zur Stadt erhoben) zur großen Ohlsdorfer Pfarre, und die heutige Stadtpfarrkirche, wahrscheinlich 1300 gebaut, stellte deren Filialkirche dar, die erst zu Beginn des 14. Jahrhunderts zur eigenen Pfarre wurde. Einen eigenen Pfarrer hatte Gmunden erst ab 1343. Im selben Jahr übernahm Gmunden den Ohlsdorfer Pfarrbezirk, womit Ohlsdorf seinerseits zur Filialkirche wurde.
Aber selbst damals waren die heutigen Stadtbereiche, die „Vorstädte“ Gmundens – Seestadl, Traundorf, Weyer, Tastelberg, Schlagen und Traunstein noch nicht der Gmundner Pfarre unterstellt. Diese wurden erst zwischen 1774 und 1776 aus der Pfarre Altmünster herausgelöst und der Pfarre Gmunden inkorpiert. In diesem Zusammenhang wurde eine lokale Ortspfarre im Seeschloss Ort 1784 eingerichtet.
Wirtschaftliches und politisches Oberhaupt jenes kleinen Stadtwesens war – in Ausübung der Rechte und Interessen des Landesherrn – der Salzamtmann bzw. der Stadtrichter. Obwohl die Namen der Pfarrherren alle überliefert sind, sind die Namen der Salzamtmänner erst ab 1325 bekannt. Wie in allen Städten zur damaligen Zeit war der Stadtplatz (der spätere „obere Markt“ – heute Marktplatz) das Zentrum des öffentlichen Lebens und der Wirtschaft. Marktrecht, Handels- und Markterlaubnis stammten vom Stadt-, im Fall Gmundens vom Landherrn. Zu einer Selbstverwaltung kam es erst, als der Landherr die Bildung von Innungen und Zünften genehmigte, deren Wirtschaftsregulative ebenso wie religiöse Elemente für die Organisation bestimmt waren.
Wie bescheiden Gmunden im 13. Jahrhundert auch gewesen sein mag, zeugt doch laut Johann Forstingers Stadtchronik (1866) die Errichtung einer herzoglichen Zollstätte im Jahre 1213 von der wachsenden wirtschaftlichen Bedeutung: Bäcker und Müller bildeten – bis ins 16. Jahrhundert – eine gemeinsame Zunft. Knapp 100 Jahre nach der Stadtwerdung gab es in Gmunden sechs Bäcker; 1479 sieben Fleischer.
Bereits 1217 bestand in Gmunden ein Landgericht. Demzufolge befand sich inmitten des Stadtplatzes der Pranger („Prechtl“ genannt), als Symbol und Gerätschaft der Rechtsprechung.
Wie für alle Stadtplätze jener Zeit charakteristisch war der Brunnen. Hier holten sich die Bürger Wasser zum menschlichen und tierischen Genuss, aber auch zur Körperpflege – diese darf man zweifellos für den ländlichen Raum und die Bewohner von Kleinstädten mit ländlicher Umgebung als dürftig bezeichnen. Das Badewesen kam erst im späteren Mittelalter zur Blüte. Der Stadtplatz war ursprünglich größer, erst zu Ende des Mittelalters wurden etwa 20 Hausstellen im Bereich der heutigen Flehgasse (westlich des oberen Marktes) eingebaut.

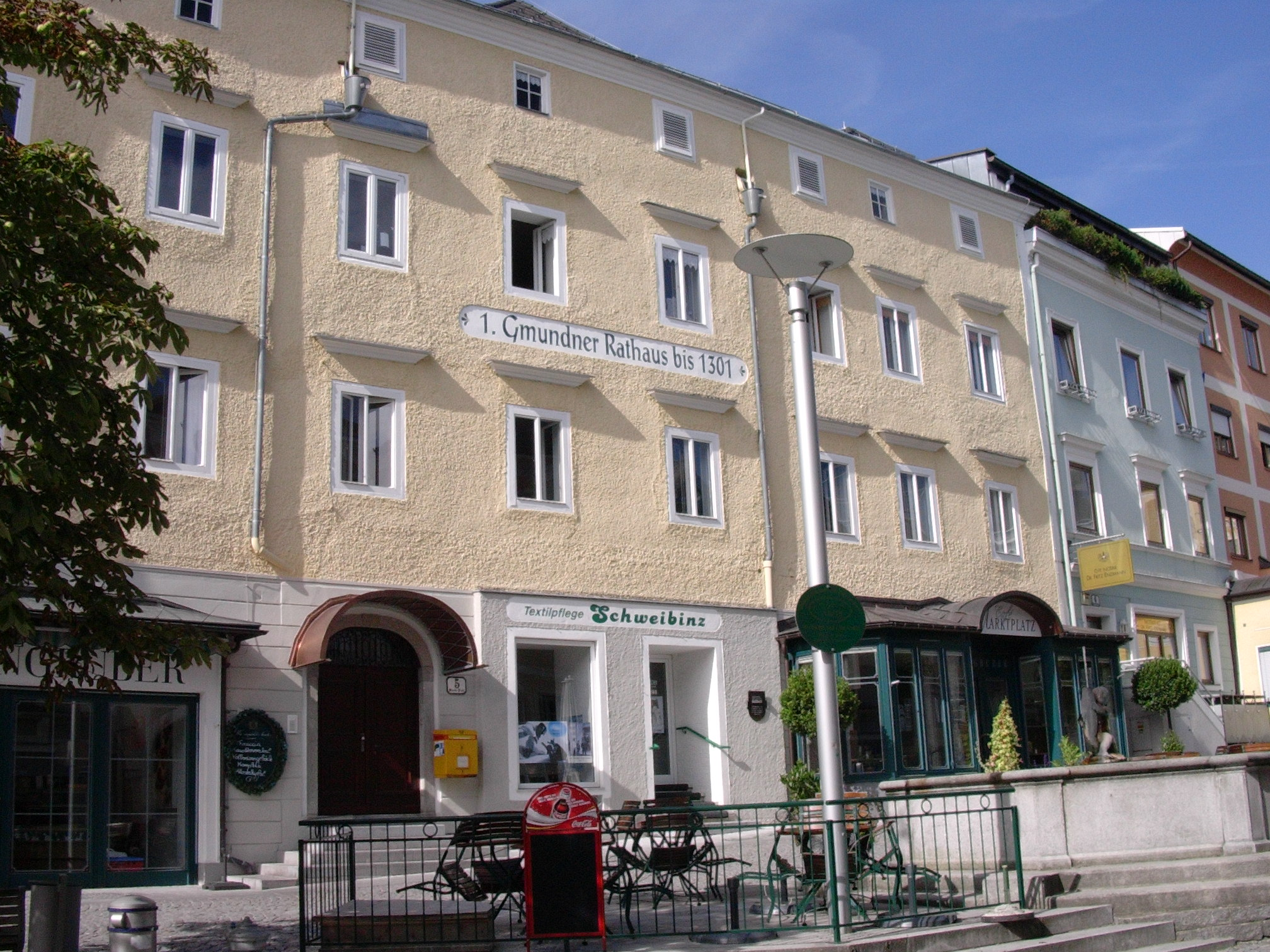
1. Gmundner Rathaus

Durchaus typisch war die Anlage der Straßen mit Arbeits- und Wohnstätten, in denen die einzelnen Zünfte geschlossen vertreten waren: Die Salzfertigergasse – einem typischen Beruf der Salzstadt zugeordnet, die Bäckergasse – hier gab es eine Bäckerei und die Schlossergasse. Der Rinderholzplatz, ursprünglich ein Rindermarkt, wurde als Rinnholzplatz missverstanden – heißt bis heute so, die Badgasse erinnert an das einst dort befindliche Badehaus – Körper- und Gesundheitspflege. Die erste urkundliche Nachricht des Stadtbades stammt von 1498 (es wird allerdings vermutet, dass dieses schon viel früher bestand).
Die Häuser waren zumeist aus Holz und Lehm, selten aus Stein gebaut, waren strohgedeckt, standen auf einem „gestampften“ Lehmboden und waren nur in wenigen Teilen unterkellert. Sie hatten offene Rauchabzüge und nur wenige Räumlichkeiten. Hühner, Schweine neben Erwachsenen und Kindern vielfach in der Stube, die oft allen Funktionen einschließlich der Arbeit diente. Unrat und Exkremente landeten einfach auf den ungepflasterten Straßen, deshalb waren diese bei Schlechtwetter unpassierbar. Dies war nicht nur in Gmunden, sondern in allen anderen „größeren“ Städten der damaligen Zeit so. Da Hygiene keinen großen Stellenwert besaß, kam es oft zu Epidemien. Die bescheidenen Hütten bzw. Häuser waren nicht aneinandergebaut, sondern alleine wegen der Brandgefahr von den „Reichen“ getrennt. Die Traunbrücke ist erst für das 14. Jahrhundert vermerkt, ob es vorher eine Übersetzung per Fähre gab, ist anzunehmen.

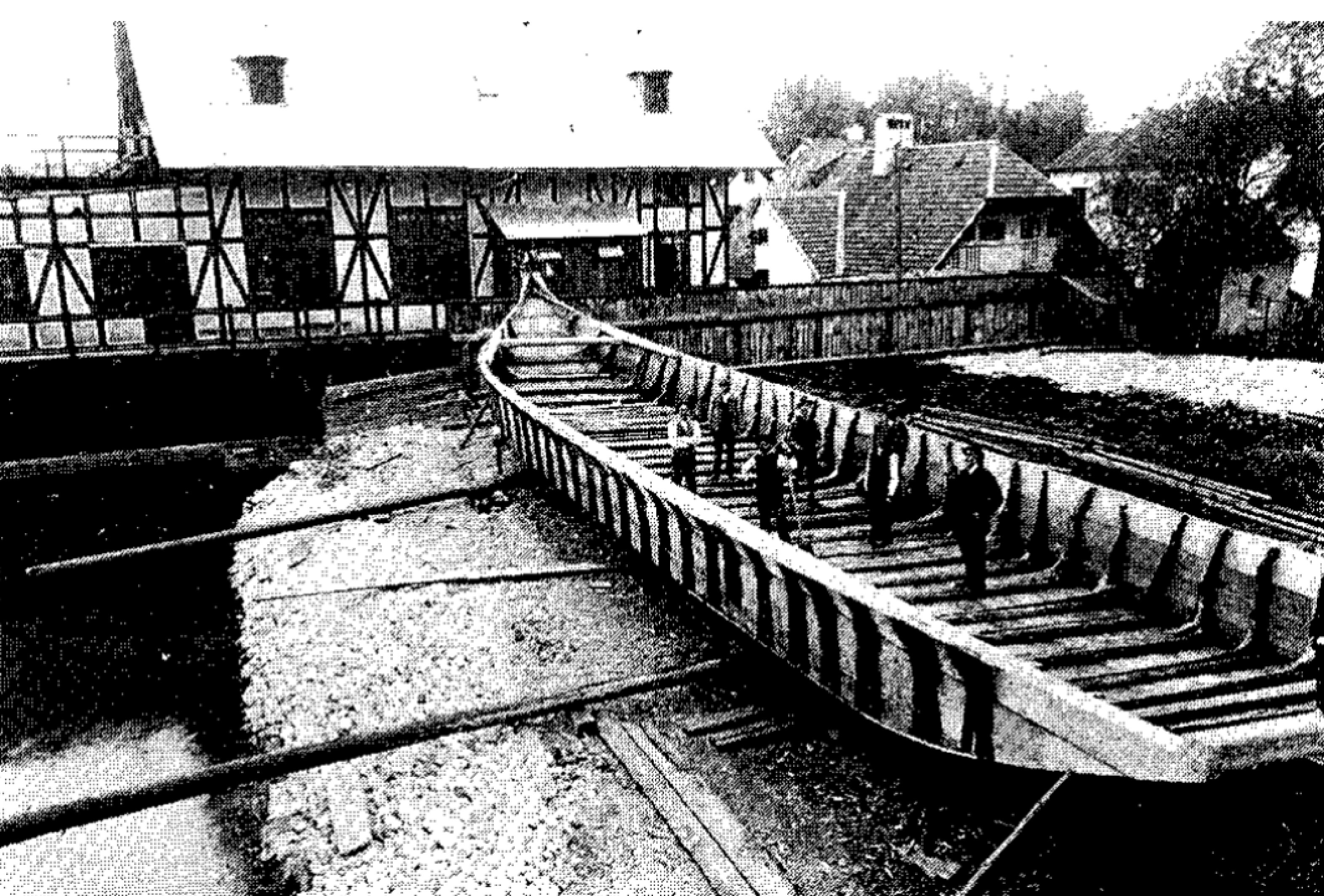
Ein gerade eben fertiggestelltes Salzschiff

### 15. Jahrhundert
Bereits vor 1432 gab es „Salzbereiter“, die den Salzschmuggel unterbanden und die Salztransporte schützten. Diese Bereiter waren schwer bewaffnet und ihre Anzahl wurde ständig vermehrt: Man sprach damals sogar von einer Salz- bzw. Grenzfußknechtkompanie, deren Aufgabe später von den „Grenzcordonisten“ übernommen wurde. Die Salzbereiter verdienten sich ihr tägliches Brot allerdings schwer, denn bei Kämpfen mit Schmugglern wurden sie manchmal schwer verletzt oder gar getötet. 1465 verlieh Friedrich III. der Stadt die Hals- und Blutgerichtsbarkeit.
Ab 1490 unterhielt die Stadt Gmunden zeitweilig Söldner, die Aufgebot des Landes ob der Enns eingesetzt wurden. Viel bedeutender war Gmunden als Werft zum Bau von Kriegsschiffen für die kaiserliche Donauflotte, die sich 1440 vor allem im Kampf gegen die Türken bewährte. Aus Gmunden stammten auch so genannte „Nassaden“, die in der Werft gebaut wurden: Nassaden waren flache, schmale und armierte Ruderboote, die sich speziell für den Einsatz auf Flüssen eigneten. Allein 1535 wurden 28 solcher Boote von der Gmundner Werft an den Kaiser geliefert.

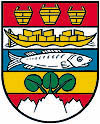
Das Gmundner Wappen

Zur Regierungszeit von Kaiser Friedrich III. und Maximilian I. kommt Gmunden besondere Bedeutung als zeitweilige Residenzstadt zu, in der die beiden Monarchen oft Wochen und Monate Hof hielten und wichtige Verträge und Staatsgeschäft abgeschlossen und sich in ihrer Freizeit der Jagd im Traunseegebiet widmeten.
Im Jahre 1593 verlieh Kaiser Rudolf II. der Stadt Gmunden ein „vermehrtes und gebessertes Wappen“, das bis heute nicht verändert wurde.
Zur selben Zeit formierte sich in Gmunden eine Bürgerwehr, die von Anfang des 17. Jahrhunderts bis zu ihrer Auflösung bei den napoleonischen Kriegen eine nicht unbedeutende Rolle spielte. Diese unterstand dem Stadtrat, der für das städtische Kriegswesen zuständig war und setzte sich aus Pikenieren und Musketieren zusammen. 1606 existierte bereits eine Gmundner Schützengemeinschaft, die sich verpflichtete, „bei drohender Feindesgefahr das kaiserliche Kammergut eifrig zu verteidigen“. Die Waffen der Bürgerwehr befanden sich in der Rüstkammer des Rathauses – diese waren allerdings nicht immer in tadellosem Zustand. Das Schießmaterial wurde im Pulverturm aufbewahrt – erstmals 1497 urkundlich erwähnt –, gehörte zur Stadtbefestigung und stand neben der Pfarrkirche.

### Bayern- und Bauernbesatzung im 17. Jahrhundert

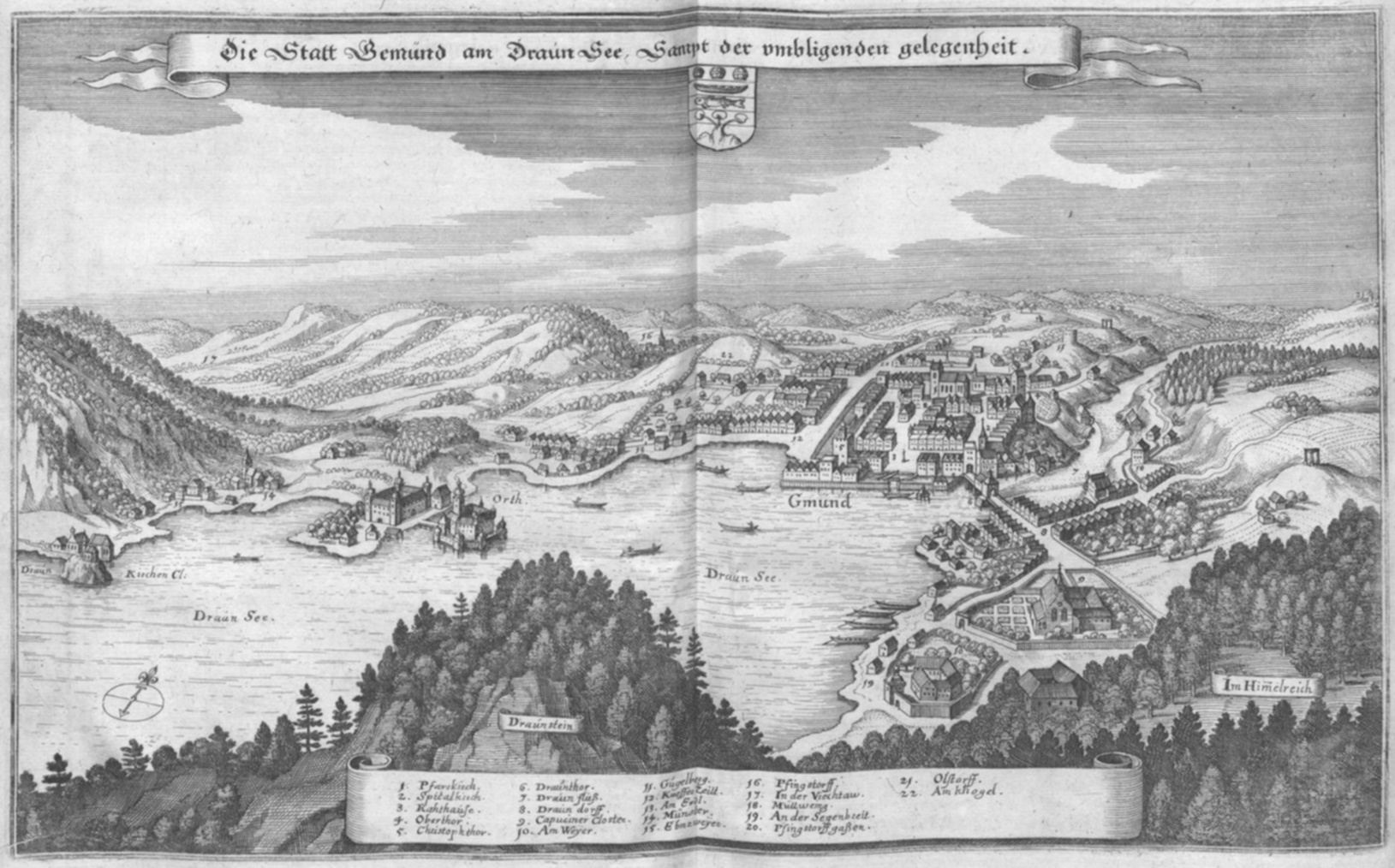
Die Stadt Gmunden im 17. Jahrhundert

Mit der Pfändung des Landes Oberösterreich an den bayrischen Herzog Maximilian begann für die Stadt Gmunden die schrecklichste Zeit ihrer Geschichte. Da die Mehrzahl der Bürger dem lutherischen Glauben angehörte, behauptet hatte, „Pfaffen und römischen Kriegsvolk bis zum letzten Blutstropfen verteidigen werde“ – dies wäre unmöglich gewesen – erhielt Gmunden sofort eine bayrische Besatzung, die eine tyrannische Willkürherrschaft ausübte. Der Aufstand der obderennsischen Bauern im Mai 1626 wurde deshalb von der Gmundner Bürgerschaft als Erlösung empfunden, doch als ein „Bauernhaufen“ die Stadt am 28. Mai 1626 kampflos besetzte, änderte sich die Stimmung sprunghaft, denn es kam zu Exzessen, die jenen, die die Bayern verursacht hatten, um nichts nachstanden. Dadurch wurden schwere wirtschaftliche Schäden verursacht: Der Salzhandel brach komplett zusammen, Märkte waren verwaist, und Plünderungen standen in der ganzen Stadt an der Tagesordnung. Als die Bauern im September desselben Jahres 1626 mit den kaiserlichen Kommissaren einen Waffenstillstand vereinbarten, atmeten sogar jene Bürger auf, die trotz aller Drangsale dem evangelischen Glauben treu geblieben waren. Doch kaum waren die Bauern fort, rückten Musketiere unter dem Kommando des Oberstleutnants Bechler in Gmunden ein, die genauso plünderten, wie die Bauern es zuvor getan hatten. Die schlossen Gmunden nach ihren Siegen über die bayrischen und kaiserlichen Truppen Mitte Oktober ein und begannen, die Stadt zu belagern. Es gab etliche Kämpfe, die auf beiden Seiten Opfer forderten und schwere Sachschaden anrichteten. Die Situation änderte sich schlagartig, als General Gottfried Heinrich von Pappenheim mit den vereinigten bayrischen und kaiserlichen Truppen nach Gmunden vor und besiegte am 15. November 1626 bei Pinsdorf das Bauernheer. Trotz dieses Sieges wurde Gmunden nicht frei: Die bayrische Besatzung blieb den bereits erschöpften und ruinierten Bürgern erhalten. Als die Bauern 1628 im Hausruck erneut zu den Waffen griffen, verließen die Bayern endlich die Stadt. 1640 schlugen Einheiten des Obristen Vogl zu Mühlhausen ihr Lager in Gmunden auf. Vier Jahre später bezog das Kürassierregiment Obrist Johann Sigismund Mislik von Hirschov – die Kavalleristen hatten sich bei Kämpfen in Norddeutschland und Sachsen hervorragend geschlagen – in Gmunden Quartier. Während des 17. Jahrhunderts rückte Gmunden als Lieferant von Kriegsschiffen in die erste Reihe vor. Im Frühling 1661 musste das Salzamt 80 Zillen für geplante Brückenbauten der kaiserlichen Armee in Ungarn abgeben, im danach folgenden Jahr etwa „45 Sechserinnen“, 1663 100 Schiffe und 1664 300 Sechser- und Siebenerzillen. In den nachfolgenden Jahren forderte das „kaiserliche obriste Schöfambt“ laufend Schiffe, falls keine Vorhanden waren, Anker und Seile, besonders während der Türkenbelagerung Wiens 1683 und der Feldzüge des Prinz Eugens gegen den Erbfeind im Osten. Das Gmundner Schiffsmaterial hat zu den Erfolgen von Belgrad, Zenta und Peterwardein maßgeblich beigetragen. Das für den Schiffbau notwendige Holz wurde durch Waldungen im Traunseegebiet, vor allem aus dem Forstbesitz der Herrschaft Scharnstein bezogen.
Die Türkenbelagerung Wiens im Sommer 1683 auch an Gmunden nicht spurlos vorbei, obwohl die Stadt dadurch nie bedroht gewesen war: Es mussten tausende Flüchtlinge aufgenommen und verpflegt werden, weshalb die bestehende Türkensteuer beträchtlich erhöht wurde. Des Weiteren formierte die Stadt Gmunden eine „Compagnia“, der der Stadtrichter als Hauptmann vorstand und deren Angehörige nach der Befreiungsschlacht auf dem Kahlenberg im September 1683 ein Freudenfest veranstalteten, das ein kleines Vermögen verschlang.
Im Frühling 1664 hielt sich in Gmunden das oberösterreichische-Land-Regiment des Obristen Jakob Maxvell von Tinell auf, das im August an der Schlacht bei St. Gotthard-Mogersdorf erfolgreich teilnahm. Zur selben Zeit war Gmunden zum Werbe- und Rekrutierungsort für die Armee. In Folge garnisonierten in Gmunden Teile des Italien-Regiments zu Fuß Obrist Johann Sylvio Graf Portio unter dem Kommando von Oberwachtmeister Nikolas Graf Lodron, des deutschen Regiments zu Fuß Obrist Johann Georg Freiherr von Schwarzenau, des Regiments Ferdinand Ludwig Freiherr von Wopping und des Musketierregiments Mannsfeld (späteres k. u. k. Infanterieregiment Nr. 24).

### Erbfolgekrieg im 18. Jahrhundert
Wie die Türkenbelagerung brachte der spanische Erbfolgekrieg, der sich in Teilen Oberösterreich und im heutigen Innviertel verheerend auswirkte, für Gmunden auch keine drohende Gefahr. Im Frühling 1703 garnisonierten in der Stadt zwei Kompanien des Regiments Solaris (das spätere k. u. k. Infanterieregiment Nr. 47), die von einer Miliz (300 bis 400 Mann, alles Schützen aus dem Salzkammergut) verstärkt wurde. Im März zogen drei Infanterie-Regimente während ihres Marsches zur Italienarmee durch Gmunden. Gleichzeitig wurde ein Lazarett für 193 Soldaten des Regimentes Reventlau – diese waren bei den Kämpfen um die Schanzen bei St. Willibald im Jänner 1774 verwundet worden – ein. Im Juli desselben Jahres machte die Gmundner Bürgerschaft erstmals Bekanntschaft mit den berühmten Savoyen Dragonern und dem Regiment D’Albon. Diese Dragonereinheit und zwei Eskorten – unter dem Kommando des Grafen von Lannoy – kamen 1773 erneut nach Gmunden, um aufständische Kryptoprotestanten in Schach zu halten.
Während des österreichischen Erbfolgekrieges glich Gmunden und die nähere Umgebung einem großen Feldlager, obwohl es nie zu kriegerischen Auseinandersetzungen kam. Die Quartierlasten zuerst für die Bayern, die Franzosen und nach dem Einmarsch der kaiserlichen Truppen in Oberösterreich waren enorm. Von 1742 bis Februar 1743 garnisonierten in der Stadt 16 (!) österreichische Regimenter; darunter befanden sich drei Kavallerieregimenter, die zwar weniger als die anderen Einheiten waren, aber es mussten auch die Pferde von der Bevölkerung unterhalten werden, was sehr viel Geld kostete.
Rund ein Jahrzehnt später änderte sich die Situation schlagartig: Die drohende Auseinandersetzung mit dem revolutionierenden Frankreich spürte das gesamte Salzkammergut deutlich. Bereits 1796 mussten Salzschiffe als Armeetransporte abgestellt werden und viele Salinenarbeiter wurden eingezogen.

### 19. Jahrhundert

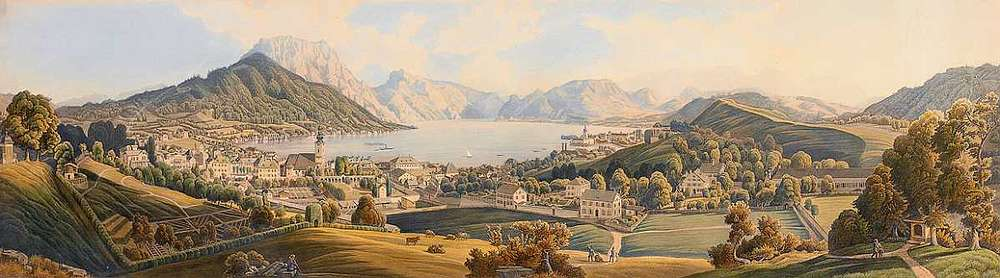
So sah die Stadt Gmunden im 19. Jahrhundert aus

Im Dezember 1800 war es soweit: Die französische Armee war nach der für sie entschiedenen Schlacht bei Hohenlinden in Oberösterreich eingedrungen und ihre Division stand am 19. Dezember vor den Toren Gmundens. Kurz zuvor hatte Salzoberamtsrat Josef Lenoble einen Verteidigungsplan entworfen, der das ganze Salzkammergut zu einer unbezwingbaren Festung machen hätte sollen. Dieses Projekt wurde ebenso wenig umgesetzt, wie jenes des General Baron von Dienersperg, die Stadt Gmunden als Bollwerk zu halten – er musste auf Befehl den Rückzug antreten. Dabei entwickelte sich allerdings ein Gefecht, von dem es kaum Nachrichten gibt: Zwei Eskoraden des Husarenregimentes Nr. 6 unter dem Kommando von Mayor Dominik Graf Hardegg überfielen am Vormittag des 20. Dezembers 1800 bei Gschwandt Einheiten der französischen Division „Lecourbe“, stifteten dabei große Verwirrung und machten sogar Gefangene.
1805 und 1809 wurde Gmunden schon wieder von bayrischen bzw. französischen Truppen besetzt, es gab allerdings dabei keine Kampfhandlungen. Eine rasch aufgestellte Jugendwehr der Stadt Gmunden, die der Kooperator an der Stadtpfarrkirche Georg Fischer betreute, war angeblich perfekt ausgerüstet und gut geschult, als am 3. Mai 1809 ein bayrisches Regiment in Gmunden einrückte, zeigten sie sich als feige Männer und ergriffen die Flucht. Die Franzosenkriege brachten enorme Belastungen für die Gmundner Bürgerschaft mit sich. Als 1813 ein Krieg mit Bayern bevorstand, wurden unverzüglich Feldbefestigungen errichtet. Die Garnison Gmunden bestand aus dem Bataillon des Infanterieregiments Nr. 33, einer Kompanie des Infanterieregiments Nr. 44 und aus einer Artillerieeinheit mit vier Geschützen. Es wurde sogar eine „Kriegsflotte“ mit „sechs sehr starken Salzschiffen“ gebildet. All diese Maßnahmen erwiesen sich jedoch als unnötig, denn mit dem Vertrag von Ried, der im Oktober 1813 unterzeichnet wurde, schloss sich Bayern dem Bündnis der Alliierten gegen Frankreich an.

### Entwicklung zur Kurstadt

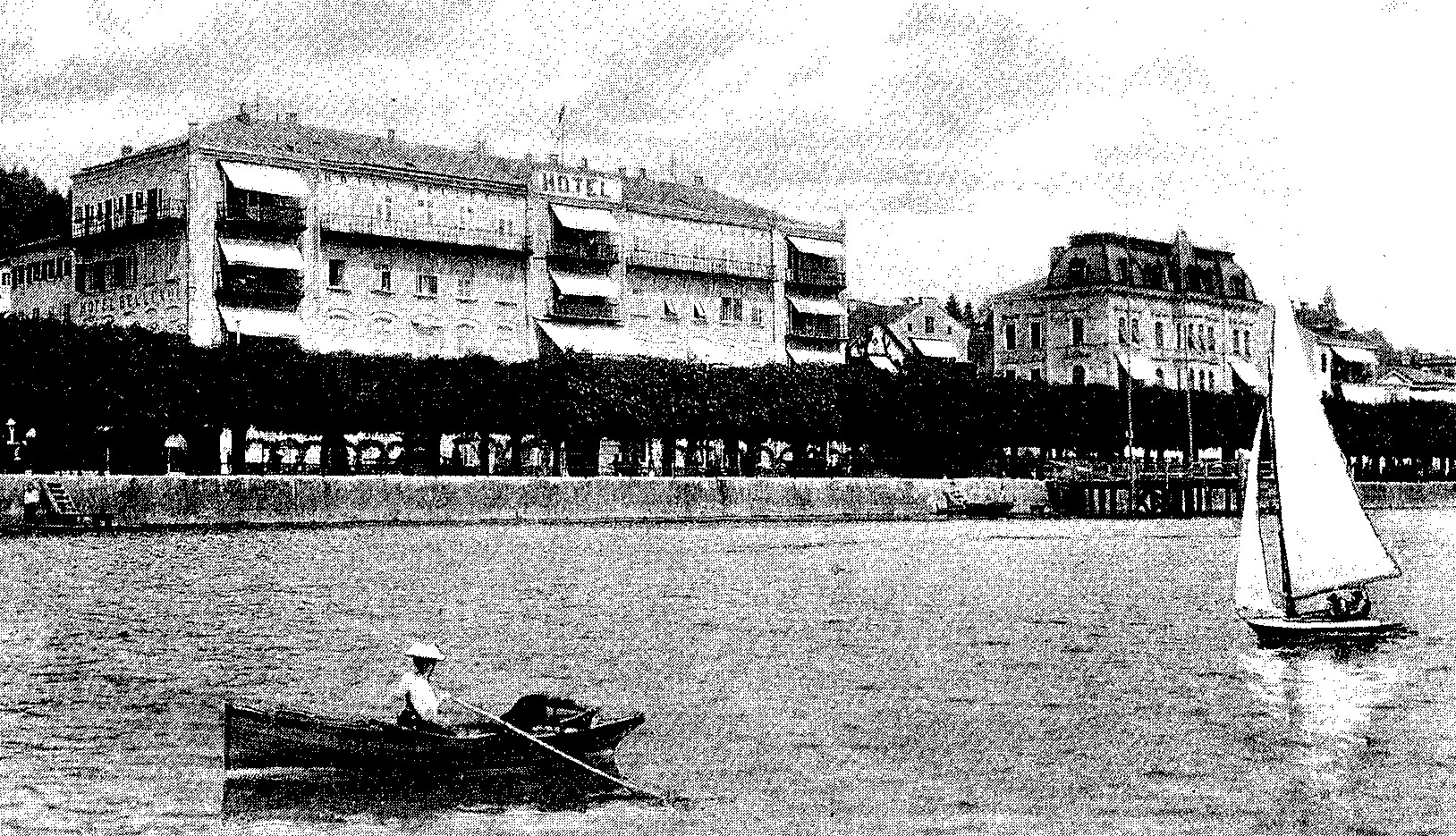
Die Kur- und Badeanstalt (1865)

Seit 1752 gab es eine Postkutschenverbindung zwischen Gmunden und Lambach. Somit war Gmunden an das europäische Reisenetz angeschlossen. Außerdem berührte seit 1808 der Postkurs Graz – Salzburg Bad Ischl und 1826 entstand in Ebensee eine Postfiliale, für den Verkehr Bad Ischl – Gmunden, wobei die Postkutschen bei Ebensee auf Zillen übersetzt wurden. Dies war ein etwas aufwendiges Unterfangen, weshalb bereit 1827 Pläne für eine Straße von Gmunden bis Ebensee auftauchten. Im selben Jahr wurden ebenfalls Anträge zum Bau einer Eisenbahnstrecke von Linz nach Gmunden eingereicht. Ab dieser Zeit entwickelte sich das Salzkammergut, insbesondere Gmunden, zu einem beliebten Reiseziel. Anfangs kamen aber hauptsächlich Künstler und Forscher in diese Gegend. Satori klagte: „Engländer und Franzosen waren es ehemals alleine, welche die Schönheit des Salzkammergutes besuchten; erst seit (wenigen) Jahren sehen sich einige, aber noch immer weniger Inländer um die Naturschätze ihres Vaterlandes um.“ Die vielen Künstler, die nach Gmunden kamen, warben indirekt für diese Gegend. Sie malten Bilder von der schönen Gegend, die sie später in Wien verkauften und somit dem Salzkammergut zu mehr Bekanntheit verhalfen.
Der wirtschaftliche Aufschwung nach dem Wiener Kongress wirkte sich auf den „Tourismus“ positiv aus. Der Besuch von Heilbädern und Luftkurorten war für die „Oberschicht“ bald ein absolutes Muss. Etwas später wurde auch das Bergsteigen in die Mode. All diese Möglichkeiten konnte Gmunden bieten. Der Werbefeldzug als Ferienregion nahm Jahr für Jahr an Umfang zu. Ein in einer Tageszeitung abgedruckter Artikel über das Salzkammergut verursachte den eigentlichen Aufschwung der Popularität – er warb für die neuen Solebäder in Bad Ischl und in Gmunden.

Die Badeanstalt Gmunden um 1885

Da im Salinenwesen durch neue Methoden weniger Arbeiter benötigt wurden, verloren viele Salinenarbeiter ihren Arbeitsplatz. Die Salinengesellschaft hatte allerdings die zündende Idee, mit Sole zu experimentieren, was den Grundstein für die Errichtung von Soleheilbädern gab. 1823 wurde in Bad Ischl das Tänzelbad gebaut, in Gmunden kam es erst ein Jahr später zur Errichtung eines solchen Bades. Dies allein war aber nicht dafür ausschlaggebend, das Gmunden hinter Bad Ischl nachhinkte, sondern das Gmundner Bad hatte nur die Hälfte der Kapazitäten von jenem in Ischl. Ein weiteres Problem stellten die Gasthöfe dar, es mangelte nämlich an Zimmern und die Gmundner Bürger waren nicht dazu bereit, selbst zu vermieten. Ein paar Jahre später begann sich die Situation allmählich zu verbessern: Viele Gasthöfe vermieteten auch Zimmer, ein neues Gasthaus wurde eröffnet und das „Bräu am See“ baute sogar eigene Sommerwohnhäuser.
Doch ab diesem Zeitpunkt begann die legendäre Konkurrenz zwischen Gmunden und Bad Ischl: Kaum konnten die Gmundner ihre Situation verbessern, legten die Ischler bereits wieder nach, in dem sie die Kapazitäten des Solebades erhöhten. Das Gmundner Solebad verfügte über 14 Bäder, das von Bad Ischl allerdings 65. Dieser große Rückstand machte sich sofort in den Nächtigungszahlen bemerkbar, die bekannten Künstler des Reiches waren nur in Bad Ischl, die Publikumsmagneten blieben aus. Dennoch gab die Stadt Gmunden nicht auf: ab 1. Mai 1836 fuhr die Pferdeeisenbahn bis nach Gmunden, die sowohl für den Güter- als auch für den Personenverkehr zur Verfügung stand. Ab 1838 konnte man von Wien bis nach Gmunden reisen (Wien – Linz mit dem Dampfschiff und dann weiter mit der Pferdeeisenbahn). Außerdem wurden die Übersetzungsfahrten der Pferdekutschen ab sofort vom Dampfschiff Sophie übernommen. Die Bemühungen von Josef Kliemstein, größere Bade- und Kureinrichtungen zu errichten, setzten ein. Plötzlich war man sowohl von öffentlicher als auch von privater Seite her bereit, in Gmunden zu investieren – es wurde viel modernisiert. 1837 wurde das Gasthaus Goldenes Schiff in ein Hotel umgewandelt, ein Sommermiethaus wurde gebaut, drei Jahre später bauten viele Bürger ihre Häuser um, um einige Zimmer vermieten zu können. 1841 wurde ein Ball- und Theatersaal gebaut und 1843 wurden neue Ferienwohnungen geschaffen. Die Umbauten geschahen größtenteils mit den Steinen der Stadtmauer und den Türmen, die nach und nach abgetragen wurden. Innerhalb der nächsten fünf Jahre wurden mehrere Freizeiteinrichtungen gebaut, um den Kurgästen einen abwechslungsreichen Aufenthalt zu garantieren. Ab 1836 gab es auch mehrere Reiseführer von Gmunden – 10 Jahre zuvor hinkte man da noch Bad Ischl vollkommen nach, es gab nicht einmal Prospekte.

Die Esplanade kurz nach ihrer Fertigstellung.

Das Ende der Blüte des Salzhandels zeichnete sich ab, deshalb war es wichtig, neue Einnahmequellen zu finden – man setze immer stärker auf den Kurtourismus, doch mit Bad Ischl hatte man in nächster Nähe eine ernstzunehmende Konkurrenz, die sich bereits zum Weltbadeort entwickelt hatte. Der Bau einer Esplanade wurde geplant, die noch schöner und breiter als die gerade erst errichtete Sophienpromenade in Bad Ischl werden sollte. Kaiser Ferdinand I. schenkte der Stadt Gmunden 1847 bereits den dafür nötigen Seegrund. Der Baubeginn erfolgt allerdings erst 1850, denn es gab erhebliche Proteste der Gmundner Bürgerschaft, 1851 wurde der Teil allerdings bis zur heutigen Kuferzeile fertiggestellt. Wie erwartet konnte man es der Bürgerschaft „doch rechtmachen“, denn beim weiteren Ausbau bis zur Stadtgrenze 1862 gab es keinen einzigen Gegner mehr. Neben der Esplanade wurden noch weiter Promenaden, Spazierwege und Parks errichtet. 1852 wurde von einer privaten Aktiengesellschaft eine neue Badeanstalt mit Schwimmschule errichtet Mangels ausreichender Einrichtungen kam es aber trotzdem zu stark schwankenden Aufenthaltsziffern der Kurgäste (1851: 495, 1854: 856, 1858: 686, 1861:360), andererseits stiegen die Zahlen der kurzverweilenden Kurgäste (1853: 2285, 1858: 3711, 1861: 4093).
Die Unterbringung von Gästen stellte zwar kein Problem dar, es gab aber keine geregelte Koordination – die änderte sich 1855, seitdem gab es eine Meldepflicht aller Hotels, Ferienwohnungen usw. Für das Kurwesen war das andere See- bzw. Traunufer völlig unwichtig. Erst mit dem Verkauf von Grundstücken, auf denen reiche Leute Villen errichteten, gewannen dir Stadtteile jenseits des Flusses langsam an Bedeutung. Am 17. Mai 1862 wurde Gmunden offiziell zur Kurstadt erklärt.
Am 17. Juli 1862 kam es zur Eröffnung eines neuen Badehauses, das Gmundner Wochenblatt berichtete Folgendes:
Heute wurde das von Herrn Medicinal Doctor C. Feuerstein an der Esplanade erbaute Cur- und Badehaus eröffnet, welches schon hinsichtlich seiner äußeren Erscheinung als eine neue Zierde von Gmunden zu nennen ist. … Zur Feier der Eröffnung dieses Curhauses wurde der Abend mit weithin in den Gebirgen widerhallenden donnernden Pöllerschüssen begrüßt … ein Feuerwerk zum Schluss gewährleistete eine angenehme Abwechslung. Viele Nachen und bewimpelte Boote kreuzten auf dem ruhigen Spiegel des Traunsees und eine zahllose Masse von fremden Gästen und Einheimischen durchwogte die Esplanade, so dass man hätte glauben mögen, sich auf dem Boulevard einer Hauptstadt zu befinden.
Die wichtigsten Hotelanlagen der Stadt Gmunden Anfang 1900:

Hotel Bellevue
Cafe/Hotel Korso
Hotel Post
Hotel Goldenes Schiff und Garni

Die Kurkommission beschloss, das Unterhaltungsprogramm zu erweitern, weshalb 1872 das heute noch existierende Stadttheater zu bauen. Außerdem kam es zur Gründung verschiedener Vereine (beispielsweise dem Yachtclub 1881). Im Jahre 1887 entschloss man sich erstmals zu einem Seeblumen-Korso, das zu einem großen Erfolg wurde. 1898 erreichte man mit der Eröffnung der Küranstalt „Sanatorium“ eine umfassende medizinische Betreuung.
Als König Eduard VII. 1881 in der Traunseestadt weilte, sagte er:
„Ich habe auf meinen weiten Reisen eine Menge schöner und reizender Gegenden gesehen, aber nicht viele schönere Punkte als Gmunden“

### Biedermeierzeit
Im Biedermeier war Gmunden öfters ein Garnisonsort für die 2. Kompanie des k. k. 1. italienischen leichten Bataillons, das Oberstleutnant Franz Freiherr von Greiss kommandierte. Im Mai 1828 amtierte im Gasthof „Goldenes Schiff“ erstmals die k. k. Aussenkommission, vor der die Wehrdienstpflichtigen aus dem Salzkammergut zu erscheinen hatten; davon wurden 117 Mann als tauglich befunden. 1844 wurde am Kalvarienberg ein Pulverturm erbaut.

### Vom Märzsturm bis zur Schlacht von Auronzo-Treponti

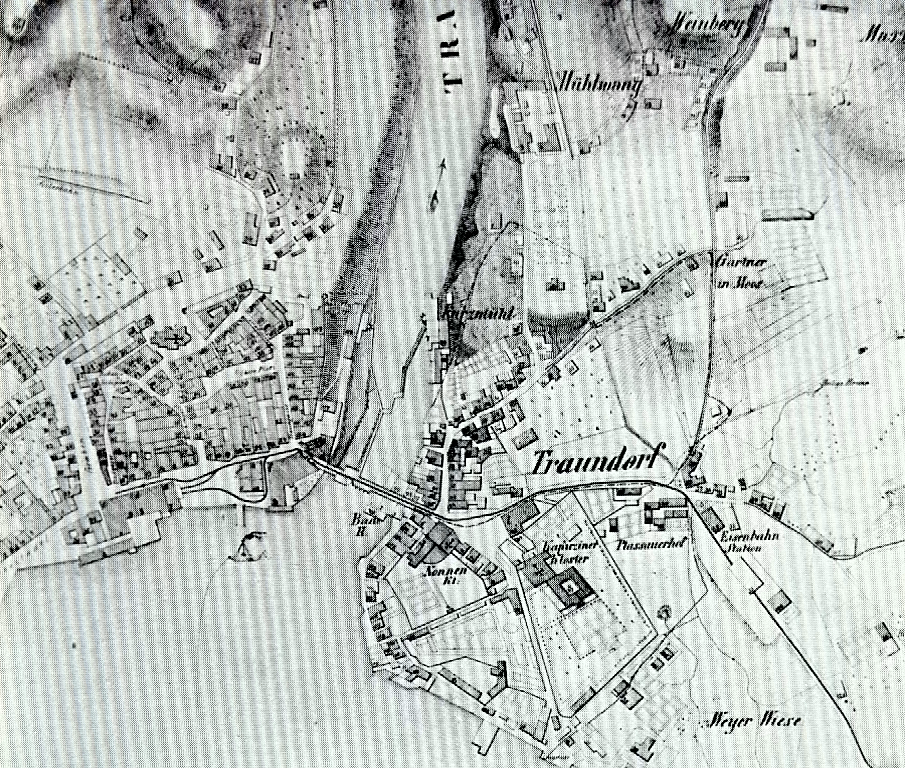
Stadtplan von Gmunden – um 1849

Im Märzsturm des Jahres 1848 wurde in Gmunden eine Nationalgarde gegründet, die im Juli des Jahres 1851 jedoch wieder aufgelöst wurde. Ein Jahr danach versuchte der Bürgermeister Johann Tagwerker im Schloss Ort eine Kadettenschule einzurichten, dieser Vorschlag wurde allerdings vom Kriegsministerium abgelehnt. Etwas später garnisonierten Husaren in der Stadt: 1851/52 das Husarenregiment Nr. 8, und 1855/56 die 4. Division der Radetzky-Husaren. Im Kriegsjahr 1859 hielt sich das Infanterieregiment Nr. 62 in Gmunden auf, ehe es den Marschbefehl nach Italien erhielt. Im Jahre 1866 warb man in der Stadt für das Alpenjägerkorps des Oberleutnants Arthur Graf Mensdorff-Pouilly. Jene Einheit schlug sich im Frühherbst desselben Jahres bei Auronzo-Treponti sehr erfolgreich, in Gmunden meldeten sich allerdings nur 15 Männer freiwillig sieben davon kehrten nie wieder in ihre Heimatstadt zurück, ihre Namen sind in der Stadtpfarrkirche vermerkt worden.
Um mit der Kaiserresidenz Bad Ischl mithalten zu können, musste sich die Stadt Gmunden etwas einfallen lassen. Für eine moderne Kurstadt wie Gmunden gehörte die Einführung von Elektrizität einfach zum guten Klang ihres Namens in den damaligen Gazetten. Alois Kaltenbrunner, der agile liberale Bürgermeister Gmundens und zugleich erfolgreicher Kaufmann, hatte vom Bauunternehmen Baron Schwarz in Salzburg hier als eine der ersten Städte Oberösterreichs gerade die neueste Wasserleitungs- und Kanalisationsanlage errichten lassen, als auch das Thema einer Verbindung zwischen Stadt und Bahnhof wieder zur Diskussion stand.

Gmunden zur Jahrhundertwende

Ein Kraftwerk zur Stromversorgung von Gmunden sollte gebaut werden. Bad Ischl hatte nämlich bereits seit 1890 elektrisches Licht. Vor Beginn der Bauarbeiten wurden Stimmzettel an Stadt, Industrie und Bevölkerung ausgeteilt, da sie alle an elektrischer Beleuchtung interessiert waren. Zum damaligen Zeitpunkt wäre die Stromerzeugung für die Stadt alleine aber nicht rentabel gewesen: Das Angebot der Internationalen Elektrizitätsgesellschaft von Wien (die spätere AEG), ein E-Werk zu bauen, wurde vom Gemeinderat am 22. Oktober 1892 abgelehnt, ebenso wie 1893 die Idee einer Wiener Akkumulatorenfabrik, in der Kurzmühle ein kleines E-Werk nur für Fremdenverkehrszwecke zu errichten. Eine ideale Lösung sollte daher gefunden werden: Durch den Bau der Straßenbahnstrecke zwischen dem Gmundner Stadtzentrum und dem Bahnhof konnten schließlich beide Projekte wirtschaftlich betrieben werden.
Schließlich wurde 1894 mit dem Bau der Straßenbahn und des Kraftwerks begonnen. Im selben Jahr eröffnete die Gmundner Straßenbahn (am 13. August 1894), die von jeher als Wahrzeichen und Tourismusattraktion der Stadt Gmunden gilt.

### Erster Weltkrieg
Im Sommer 1914 gab man sich in Gmunden – wie in ganz Österreich-Ungarn – sehr patriotisch: Sofort nach Kriegsausbruch bildete sich eine Jugendwehr, zur Gründung der geplanten Bürgerwehr kam es aber nicht. Gleichzeitig wurden ein Militär-Stationskommando, eine Pflegestätte des Roten Kreuzes, und ein Not-Reservespital – in dem zeitweise bis zu tausend Verwundete untergebracht waren – eingerichtet. Ende März 1915 formierte sich die „Salzkammergut-Kompanie“, die aus freiwilligen oberösterreichischen Schützen bestand. Verantwortlich für diese Truppe waren Rechtsanwalt Leo Ghon, Kaufmann Gustav Hamman, Oberlehrer Hermann Neubacher und der Forstbeamte Otto Hausmann. Als Übungsplätze dienten hauptsächlich Schießstätten der örtlichen Schützenvereine. Als im November 1918 der Erste Weltkrieg zu Ende ging, musste man auch in Gmunden mit Plünderungen rechnen, weshalb eine Sicherheitswehr entstand: Die Mitglieder dieser Einheit trugen eine rot-weiß-rote Armbinde mit Stadtwappen; von einem Einsatz der Sicherheitswehr ist nichts bekannt. Das 1954 errichtete Kriegerdenkmal beim Seebahnhof weist die Namen der 169 Gmundner Soldaten aus, die zwischen 1914 und 1918 gefallen waren. Der Ausbruch des Ersten Weltkriegs hatte die Mobilisierung der Truppen mit sich gezogen, die auch die Stadt Gmunden betraf: Am 1. August 1914 erfolgte die offizielle Verabschiedung der einberufenen Gmundner Bürger, die Abschiedsrede des damaligen Bürgermeisters wurde mit großer Begeisterung aufgenommen. Bereits eine Woche später gab es erste Meldungen über verwundete Soldaten aus Gmunden. Ende August kam es zur Gründung einer Bürgerwehr, die die Stadt im Notfall schützen sollte. Im September 1914 übernahm Gmunden die Aufgabe einer Lazarettstadt: 190 verwundete Soldaten kamen an und wurden in die dafür eingerichteten Spitäler gebracht. In den folgenden Monaten trafen hunderte Verwundete ein. Im Jahre 1916 kam es zu einer rapiden Verschlechterung der Versorgung der Bevölkerung, die vorerst nicht verbessert werden konnte. Nach dem Tod des Kaisers gab es am 23. November 1916 eine Trauerkundgebung. Einige aufgebrachte Bürger zerstörten die Statue des Kaisers. Im darauf folgenden Jahr kam es zu einer weiteren Verschlechterung der Versorgungslage und die Stadt war am Rand des Ruins. Der Zusammenbruch der Monarchie brachte eine erschreckende Zunahme von Diebstählen, Einbrüchen und Raubmorden mit sich. Die wirtschaftliche Lage der Stadt verbesserte sich aber wieder und sie erreichte im Jahre 1921 mit der Wirtschaftsblüte ihren Höhepunkt.

### Zwischenkriegszeit

Der Umbau des Rathauses

Die Ereignisse des Jahres 1924 in militärischer Hinsicht gingen an der Stadt spurlos vorüber, dennoch trugen diese dazu bei, dass Gmunden wieder eine Garnison erhielt. Die dazu nötige Kaserne wurde 1935 erbaut. Am 7. April 1936 wurde das IV. Bataillon des Welser Alpenjägerregimentes Nr. 8 (unter dem Kommando von Major Geiger) aufgestellt; ab 16. September 1937 wurde es als II. Bataillon AJR 8 bezeichnet. Im Jahre 1925 wurde das Gmundner Rathaus umgebaut (siehe Bild). Zwei Tage nach dem Einmarsch der deutschen Truppen in Österreich zog in Gmunden das Gebirgsjägerregiment 100 ein (dieses gehörte zur Gebirgsbrigade des VII. Armeekorps und marschierte bereits am 15. März nach Micheldorf und von dort Richtung Steiermark weiter). 1938 bis 1939 waren noch einige andere Militärregimenter im Umfeld der Stadt stationiert.

### Zweiter Weltkrieg

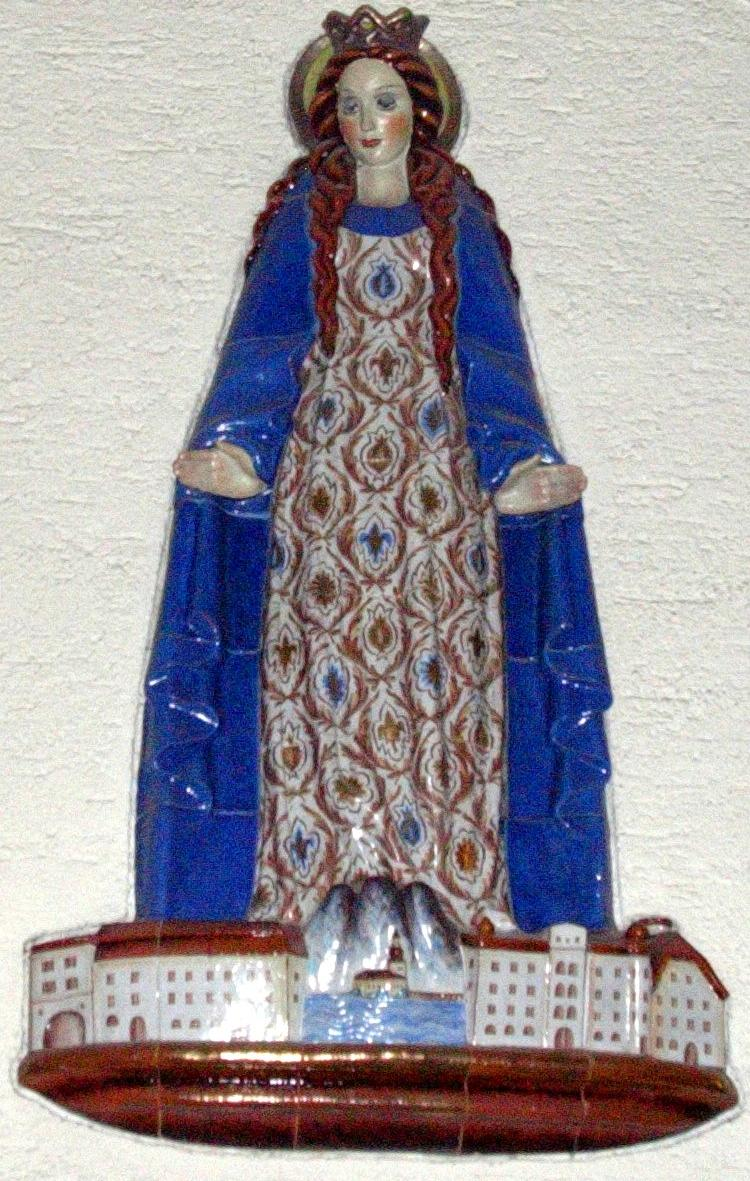
Die Beschützerin der Stadt Gmunden während der Kriegszeit

Während des Zweiten Weltkriegs wurde Gmunden zur Lazarettstadt für die Aufnahme von Verwundeten Soldaten. 1945 waren das ganze 6000 Mann, die auf das Schloss Cumberland, Hotel Austria, Kur- und Parkhotel verteilt waren. Im Laufe des Krieges waren verschiedenste (größtenteils Ersatz-) Regimenter in der Stadt stationiert worden. Das letzte war das Grenadier-Ersatz-Regiment, dessen letzter Kommandeur der Ritterkreuzträger Oberst Robert Colli war; dieser musste Anfang Mai 1945 die Stadt kampflos den Amerikanern übergeben. Die erste US-Einheit, die Gmunden erreichte, war die 4. Kompanie des 319. Infanterieregiments, das der 80. US-Infanteriedivision angehörte, wurde von Maj.-Gen. Mc Bride kommandiert.
Die Stadt Gmunden und ihre nächste Umgebung hatten 411 Gefangene zu beklagen, 104 Gmundner wurden für vermisst erklärt. Für die Stalingradkämpfer wurde ein Kriegerdenkmal im Stadtpark errichtet (Stiegen zu einem großen Kreuz).
Während der Besatzungszeit wurde von den US-Truppen ein Spionagezentrum gegenüber der Sowjetunion errichtet. Dabei wurden auch viele ehemalige SS-Leute angeheuert, da man Kenntnisse über die sowjetischen Verhältnisse vermutete.
Gmunden blieb sowohl im Ersten als auch im Zweiten Weltkrieg von (Bomben-)Angriffen verschont, weshalb zum Dank eine „Keramikfigur“ in der Stadtpfarrkirche aufgehängt wurde: Sie zeigt die Mutter Gottes mit einem langen, blauen Umhang, die ihre Hände schützend über See, Berg, Schloss Ort und ein paar Häuser, die die Stadt Gmunden darstellen sollen, hält. Das Kunstwerk ist bis heute erhalten geblieben und kann in der Stadtpfarrkirche jederzeit besichtigt werden.

### 1945 bis heute
Der wirtschaftliche Aufschwung dauerte aber nicht lange an. Im Jahre 1933 geb es im Bezirk Gmunden bis zu 4500 Arbeitslose. Die Selbstauflösung des Nationalrates am 4. März 1933 und die Tausendmarksperre machten die Situation nur noch schlimmer. Ein Jahr darauf führte die Freiwillige Feuerwehr Gmunden Luftschutzübungen durch. Obwohl die Arbeitslosenzahlen gesunken waren, ging es der Stadt immer schlechter. Wegen Auftragsmangel musste der größte Arbeitgeber der Region, die Firma Hatschek, die Arbeit einstellen. In den darauf folgenden Jahren kam es zu keinen nennenswerten Verbesserungen der wirtschaftlichen Situation. 1938 Einzug der deutschen Truppen, auch in Gmunden marschierte ein deutsches Regiment ein. Nach Einzug vieler Gmundner an die Front verbesserte sich die wirtschaftliche Lage und die Arbeitslosenzahlen gingen drastisch zurück. Da jüdische Geschäfte offen blieben, wurde per Gesetz verfügt, dass die Gmundner Bürger dort nicht einkaufen durften. Wer dies trotzdem tat, wurde auf einer eigens dafür eingerichteten Seite in der Salzkammergut Zeitung abgedruckt. Obwohl der Anschluss an das Deutsche Reich vielen Bürgern Hoffnung gab, galt Gmunden als Zentrum des Widerstandes. Die Gendarmerie und Polizeichefs wurden ausgetauscht. Da es dennoch ein hohes Widerstandspotential gab, wurden die Anführer der einzelnen Gruppen inhaftiert, um Aufstände zu verhindern. Es wurde eine eigene Behörde gegründet, die Mitglieder von Widerstandsorganisationen ausfindig machen sollte. Trotzdem kam es zu Unruhen und Revolten in Gmundens unmittelbarer Umgebung. In Ebensee wurde ein Aufstand vom Militär niedergeschlagen, dabei gab es auch Tote. Den Revolten folgte ein Anschlag auf das Bezirksgericht Gmunden. Im Laufe des Krieges gelang der Gestapo die Festnahme von dutzenden Widerständlern. Alle verhafteten Personen wurden in das nahe gelegene Konzentrationslager in Ebensee gebracht. Immer wieder wurden von Widerstandsorganisationen Flugzettel verteilt, weshalb bis zu 100 Männer der Gestapo im Salzkammergut waren. Der Widerstand gab nicht auf und tarnte seine Aktivitäten als Sparverein. Doch auch hier kam die Gestapo dahinter, Sparvereine wurden im gesamten Bezirk verboten und alle Beteiligten wurden deportiert. 1942 musste Gmunden hunderte Flüchtlinge aufnehmen. Ein Jahr vor Kriegsende wurde Gmunden zur Flüchtlingsstadt, die Bevölkerung wuchs auf 30.000 Menschen an, die Gemeinde konnte dieses Chaos nicht bewältigen. Die Stadt blieb von Bombenangriffen verschont, doch die Wirtschaft lag gegen Ende des Krieges völlig am Boden. Im Zweiten Weltkrieg wurde sie ebenfalls als Lazarettstadt genützt. Von den über 600 eingezogenen Gmundnern überlebten nicht einmal 13 Prozent den Krieg. Während der Besatzungszeit wurde von den US-Truppen ein Spionagezentrum gegenüber der Sowjetunion errichtet. Dabei wurden auch viele ehemalige SS-Leute angeheuert, da man Kenntnisse über die sowjetischen Verhältnisse vermutete. Von dem amerikanischen Wiederaufbauprogramm profitierte auch die Stadt Gmunden.
1975 wurde die Straßenbahn auf die heutige Endstation Franz Josefs Platz verkürzt. Der Jahreskongress der internationalen Vereinigung öffentlicher Verkehrsunternehmen fand in Gmunden statt. Im Jahre 1989 stand der Betrieb kurz vor der Einstellung, 6.000 Unterschriften wurden gegen die geplante Schließung gesammelt, der Verein Pro Gmundner Straßenbahn wurde gegründet und die Straßenbahn fährt heute noch.

### Zukunft
2008 wird eine Landesausstellung im Salzkammergut stattfinden – 12 Orte werden daran beteiligt sein. Dabei wird sich alles um das weltberühmte Schloss Ort und die Gmundner Keramik drehen – Ort soll die Leitausstellung sein und einen Überblick über die anderen Ausstellungen bieten. Man möchte aber auch die Gmundner Innenstadt einbinden: Für diesen Zweck soll das Kammerhofmuseum aus bzw. umgebaut werden und das Klo & So Sanitärmuseum ins Stadtmuseum eingebunden werden. Während der Landesausstellung soll von der Innsbrucker Straßenbahn ein modernes Straßenbahnfahrzeug für die Gmundner Straßenbahn angemietet werden.
Seit Anfang Juli gibt es grünes Licht für den Bau des neuen Hotels Lacus Felix vom Gemeinderat. ÖVP, SPÖ und FPÖ waren dafür, die Grünen allerdings dagegen. Pläne dafür gibt es bereits, das Hotelgebäude soll aber nicht höher als das Parkhotel werden. Außerdem will man die Erholungsstätten ausbauen und erneuern. Einige Straßen sollen neu asphaltiert werden. Für den 1975 stillgelegten Streckenabschnitt von der Haltestelle Franz-Josefs-Platz bis zum Rathausplatz ist eine Reaktivierung und der Ausbau der Straßenbahn bis zum Seebahnhof geplant, die Stadt Gmunden trägt dabei 25 % der Kosten. Um den öffentlichen Nahverkehr noch stärker zu fördern, ist der Ausbau des Citybus-Netzes geplant. Außerdem wird das Kapuziner-Kloster aufgelöst werden. Derzeit gibt es nur mehr drei Mönche. Was mit den Grundstücken und Gebäuden passieren wird, ist noch unklar. Es gibt eine Auflassungszeit von zwei Jahren – 2008 kommt es dann zur endgültigen Auflassung.

## Verkehrsgeschichte

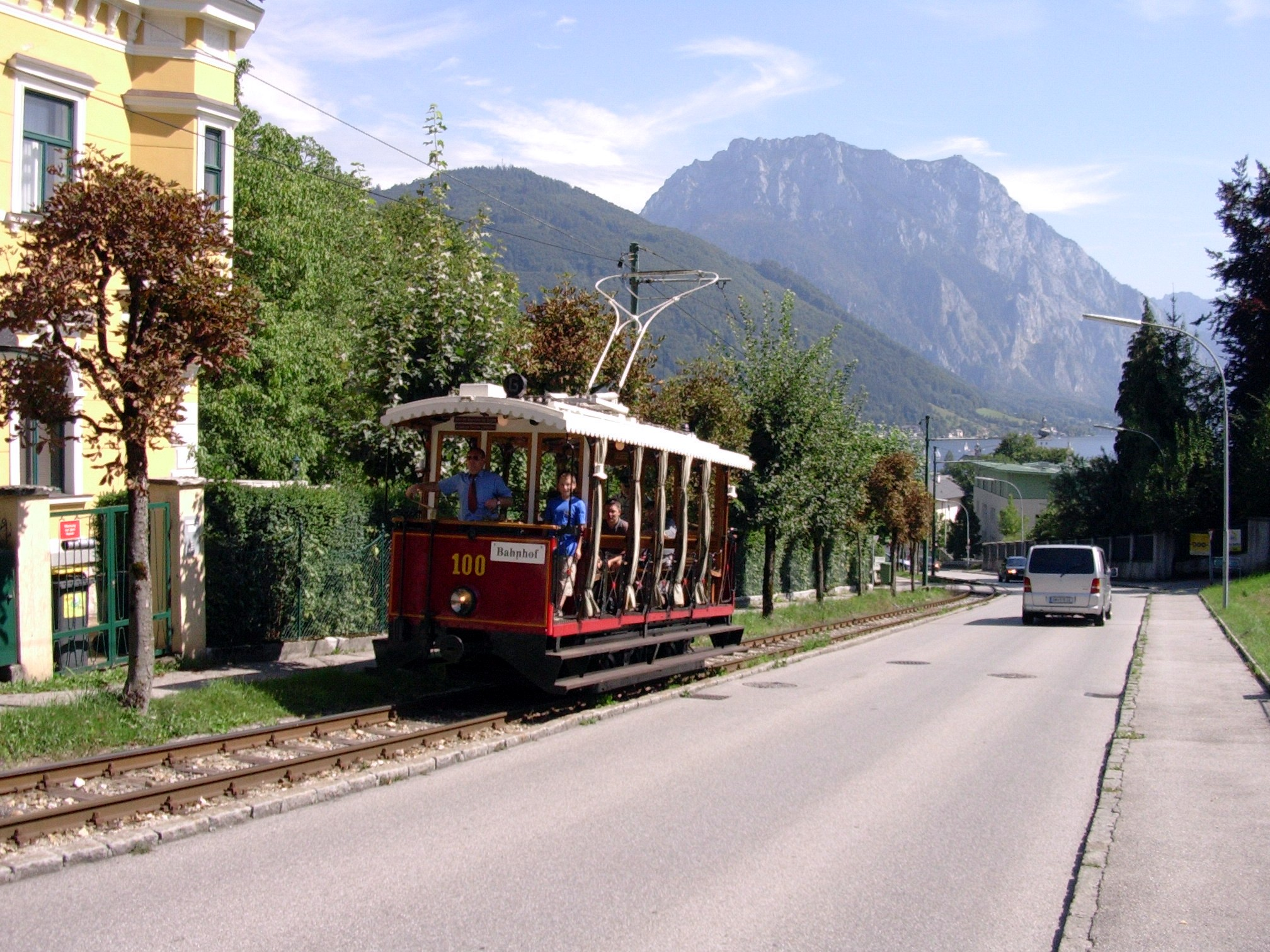
Sonderfahrt eines Wagens der Gmundner Straßenbahn

Gmunden war immer ein wichtiger Verkehrsknotenpunkt. Vor allem boten sich ideale Wasserwege zum Transport von Salz an. Um 1800 wurden alljährlich 300.000 bis 400.000 Zentner Salz aus den Salinen Bad Aussee, Hallstatt, Bad Ischl und Ebensee in Gmunden versandfertig verpackt, auf der Traun und weiter auf der Donau weiterverschifft.
Durch die Erbauung der Pferdeeisenbahn Budweis–Linz–Gmunden, deren Endstation Gmunden war, verlor der Handelsweg über den See vorerst nicht an Bedeutung, war jedoch viel gefährlicher als der Transport mit der Pferdeeisenbahn. Der etwa 68 km lange Verkehrsstrang Linz – Gmunden war als Dampfbahn projektiert worden, wurde aber zunächst für den Pferdebetrieb genutzt. Ab dem Jahr 1844 wurde die Strecke mit Dampflokomotiven betrieben. Die Verkehrsleistungen dieser Bahn waren bereits im Jahre 1836 überaus beachtlich.
1858 wurde der erste Raddampfer auf dem Seeweg zwischen Gmunden und Ebensee eingesetzt. Als 1860 die Kaiserin Elisabeth-Bahn Wien–Linz eröffnet wurde, gewann Gmunden als Verkehrsknotenpunkt des Salzkammerguts noch mehr an Bedeutung. Ab 1861 konnte man vom Gmundner Seebahnhof über Lambach und Wels mit der Eisenbahn auch nach Passau und ins übrige Bayern fahren. Ab 1872 war Gmunden auch nicht mehr die Endstation der Pferdeeisenbahn, wodurch sich die Stadt als Verkehrsknotenpunkt allmählich an Bedeutung verlor.
Die erste Straße von Gmunden nach Traunkirchen wurde im Jahre 1873 fertiggestellt. Seitdem die Salzfuhren und Kohletransporte per Bahn in beträchtlicher Entfernung von der bisherigen Salzstadt Gmunden am Traunsee „vorbeirollten“, blieb die Stadt nicht von wirtschaftlichen Einbußen verschont.
Mit der Eröffnung der Straßenbahn Gmunden am 13. August 1894 war die Stadt wieder um eine Attraktion reicher.
Vom wichtigen Verkehrsknotenpunkt und einer Salzstadt hat sich die Stadt im Laufe der Zeit in einen Kur- und Tourismusort verwandelt.
2022 wurde in Gmunden – erstmals in Österreich – flächendeckend Tempo 40 wirksam, auch wenn ein Autofahrer seine Strafe bekämpft (im Nov. 2023 gibt es noch keine Entscheidung). Daneben gibt es Begegnungszonen mit 20-km/h-Limit, Stellen mit Tempo 30 und auf Landesstraßen Tempo 50.

## Wirtschaftsgeschichte

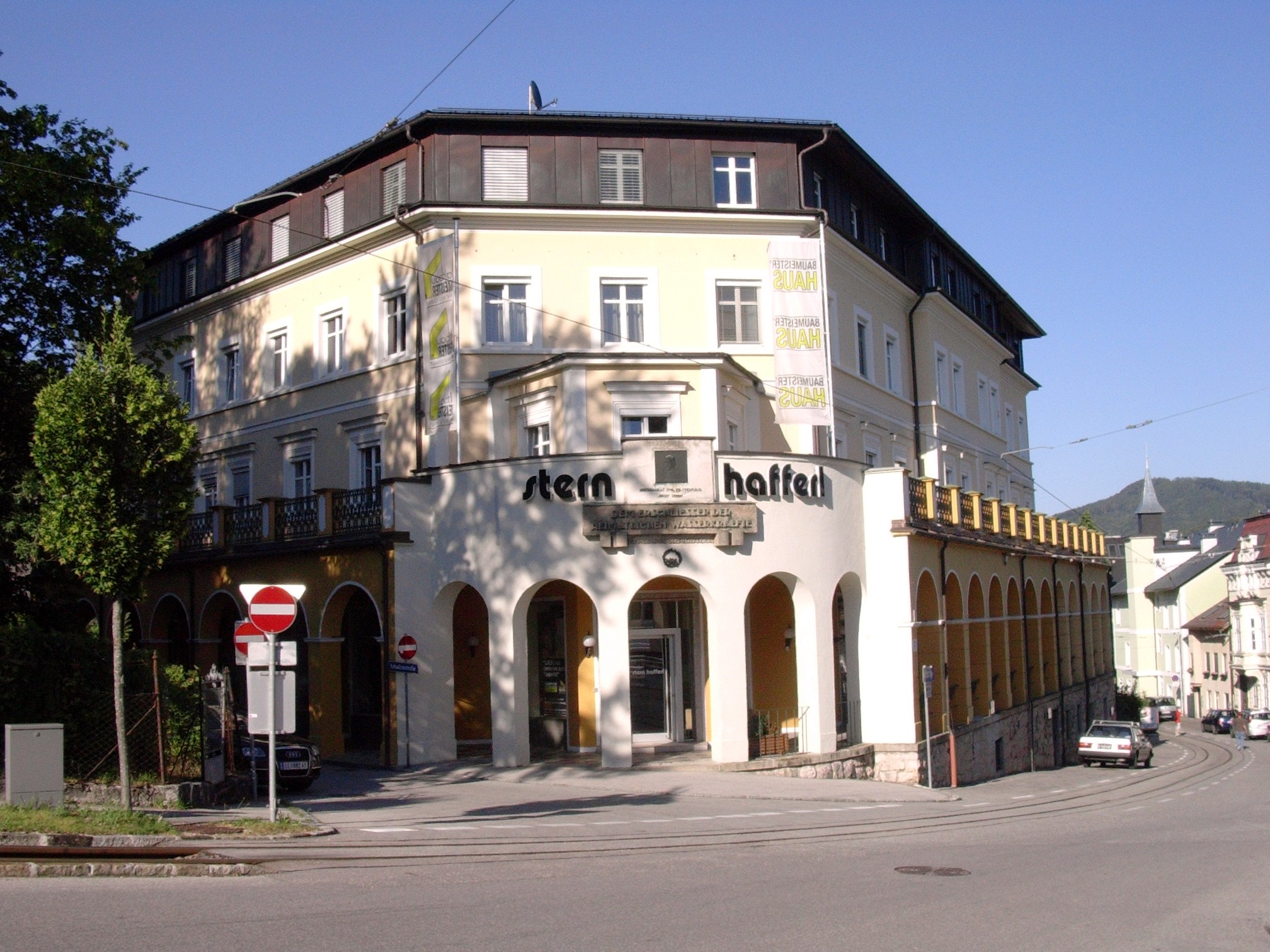
Der Sitz der Firma Stern & Hafferl

### Generell
Im Laufe der Geschichte hat sich das wirtschaftliche Zentrum erst vom Markt- zum Rathausplatz, dann zum Rande der Stadt (dem Salzkammergut Einkaufspark) verlagert. Für großflächige Industrieanlagen gibt es wenig Platz, dennoch haben sich einige größere Unternehmen in der Stadt angesiedelt. Die Innenstadt verliert immer mehr an Bedeutung, das wichtigste Gewerbezentrum stellt der SEP mit 70 Geschäften und 10 Lokalen dar.

### Geschichte der Unternehmen

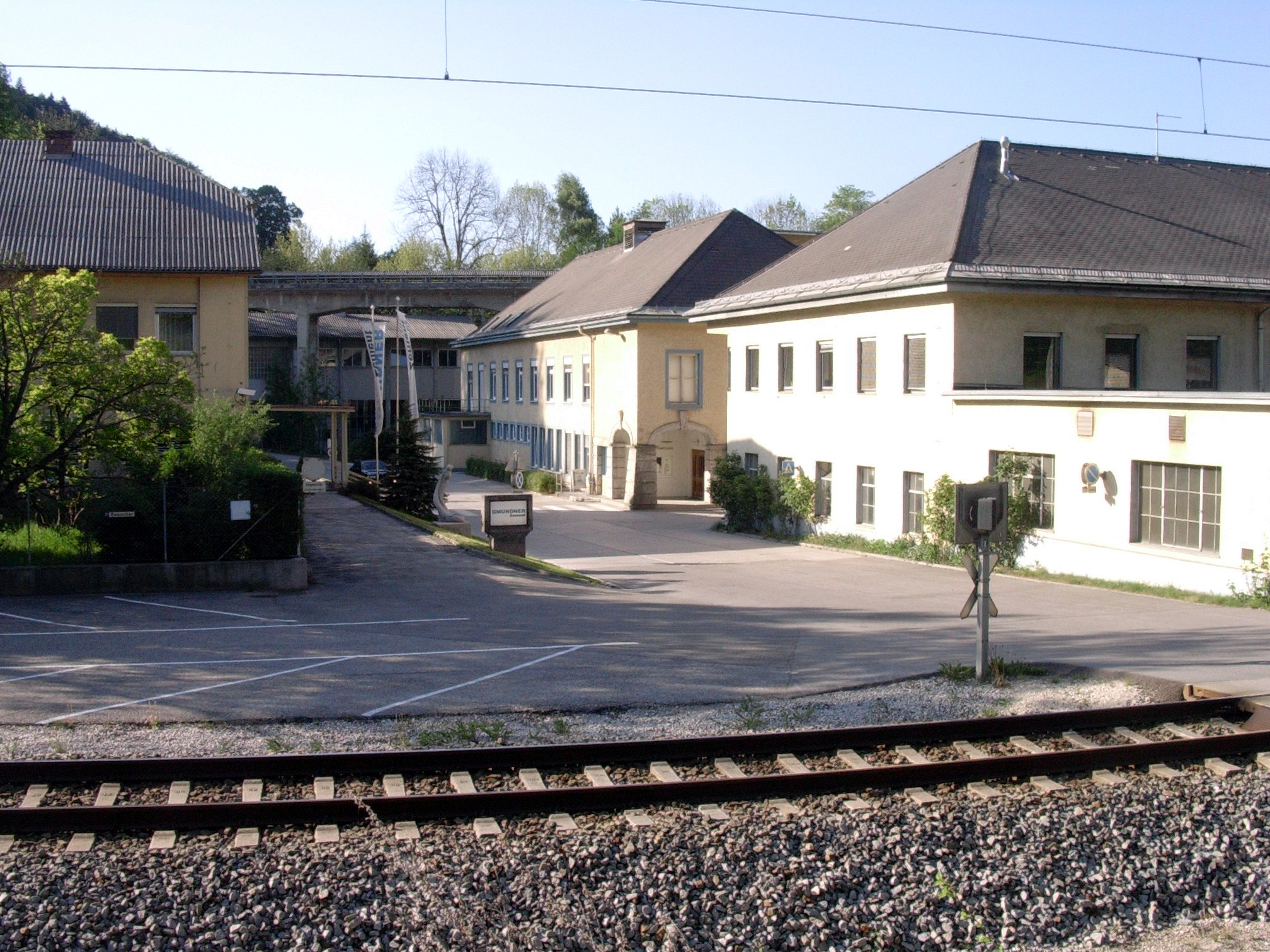
Das Gmundner Zementwerk Hatschek

Der Erfinder des Werkstoffs Zement gründete – auf Grund des stetig steigenden Absatzes – 1907 die heutigen Gmundner Zementwerke als Hans Hatschek Aktiengesellschaft. Das Zementwerk gehört zu den ältesten Industriebetrieben des Salzkammergutes, wurde bereits mehrmals aus- und umgebaut. Das Unternehmen verfügt über eine eigene Werksbahn mit einer Verschubdiesellok, die einen Anschluss zum ÖBB-Gleisnetz hat. Die LAUFEN Austria AG gehört zu den weltweit führenden Herstellern von Badprodukten. Die Gmundner Molkerei wurde als Gmundner Molkereiengesellschaft Traunsee am 28. Juni 1931 gegründet. Am 1. März 1951 wurde die neue Betriebsstätte in Gmunden in Betrieb genommen. Seit zehn Jahren werden die Milchprodukte der Molkerei unter dem Produktnamen „Gmundner Milch“ verkauft. Die Gmundner Molkerei beschäftigt heute etwa 300 Mitarbeiter, 4.000 Bauern beliefern den Betrieb mit Milch. Die Energie-AG Oberösterreich besitzt in Gmunden eine Niederlassung.